# Glasba v antični Grčiji
Zgodovina glasbe ve le malo o najstarejši grški dobi in pripoveduje le o aojdih in rapsodih, ki so prepevali stare epske pesnitve ob spremljavi lire. Podoba poznejše glasbene kulture se nam je ohranila po dveh linijah: prvi vir so grški pisci, drug pa spomeniki ali kipi in podobe, med drugim pa tudi nekaj melodij, ohranjenih v notni pisavi na papirusu ali vrezanih v kamen. Pisni spomeniki so iz obdobja po 6. stol. pr. n. št. Kljub temu, da je bila glasbena umetnost preprostejša od stavbarstva, kiparstva ali slikarstva, je v svoji enoglasni podobi pomenila pri Grkih zelo veliko, oziroma najvišjo umetniško dobrino. Udeleževali so se glasbenih prireditev, tekmovanj, glasba je bila v šolah obvezen predmet. 
Grki so svoj znanstveni pristop h glasbi utemeljili z določanjem intervalov kot celoštevilskih ulomkov, določanjem tonov in tonskih zaporedij - modusov oziroma lestvic - ter s poskusi zapisovanja glasbe. V umetnostnem smislu je bila starogrška glasba tesno povezana s pesmijo (verzom) in gibom ter je bila obravnavana kot veščina Muz (muzika). Mnogo grških legend in mitov povezuje glasbo z bogovi, te zgodbe so se ohranile do današnjih dni in so v splošnem dobro znane.
Legenda govori, da so stari Grki, ko so bili Titani premagani, zaprosili Zevsa, da ne pozabi ustvariti bitij, ki bodo s svojimi pevskimi sposobnostmi sposobna ovekovečiti to slavno dejanje. Zevs je uslišal prošnjo in z Mnemosino (boginjo spomina) ustvaril devet Muz, ki so znale peti o preteklosti, sedanjosti in prihodnosti ob spremljavi Apolona na kitari. Tako so bile Muze prepevajoča božanstva, ki so se najprej pojavljale samo v zboru. 
Mnogo krajev v stari Grčiji je bilo posvečenih Muzam, tako je najbolj poznana dolina Muz, ki leži na vzhodni strani gore Helikon. Tudi aleksandrijski Muzajon, ki ga je ustanovil Ptolomej je bil posvečen Muzam. Umetniki in različni raziskovalci so se Muzam priporočili, da jim pomagajo pri njihovem ustvarjanju. Homer pravi, da so Muze boginje, ki navdihujejo pesem in petje. 

## Imena Muz in njihova poslanstva
V začetku Muze še niso imele natančne vloge, pesnik Heziod jih je prvi naštel in jim podelil imena. Tedaj si je devetero boginj dokončno razdelilo svoja področja. 
- Kaliopa - zaščitnica govorništva in epskega pesništva
- Polihimnija - zaščitnica resnega in religioznega pesništva
- Terpsihora - zaščitnica plesa in zborovskega pesništva
- Euterpa - zaščitnica lirskega pesništva in glasbe
- Klio - zaščitnica zgodovine
- Talija - zaščitnica komedije
- Erato - zaščitnica ljubezenskega pesništva, plesa in instrumentalne glasbe
- Melpomena - zaščitnica tragedije
- Uranija - zaščitnica astronomije

Grška glasba je bila enoglasna, deloma vokalna, deloma instrumentalna. Starogrški dramatiki (npr. Euripides, Sofokles, Pindar), so obenem tudi glasbeni ustvarjalci. Grška glasba je bila nerazdružljivo povezana s poezijo in plesom. Pesniško in glasbeno ustvarjanje sta bila eno ali drugače povedano, pesnik je bil hkrati tudi glasbenik. Pri Grkih je bilo tudi pomembno, kako glasba vpliva na človekovo dušo in voljo oziroma koliko dobrega in zla lahko prinese. 
Glasbena teorija je dosegla visoko stopnjo, nauk o tonih in tonovskih intervalih je dobil trdne osnove in tonski sistem je bil izdelan do podrobnosti. Pitagora naj bi prepotoval mnogo dežel Sredozemlja, bližnjega Vzhoda in severne Afrike, kjer naj bi posledično osvojil številna znanja, med drugim tudi o glasbeni teoriji. Na monokordu (glasbilu z eno struno) je določi intervale in razmerja med njimi; tako nastanejo lestvice – osnova, izhodišče mu je bil tetrakord (niz štirih zaporednih tonov). Grki so svoje melodije snovali na podlagi svojih lestvic. Po starogrških ljudstvih oziroma pokrajinah so bile imenovane dorska, jonska, lidijska, eolska, frigijska. Raznovrstnost grške melodike in ritmike je opredeljevala različne vrste skladb: bojne plese, koračnice, kola, ditirambe (iz slednjih se razvije tudi grška drama), nomose in druge. Za glasbeni zapis - notacijo - so Grki uporabljali notno pisavo sestavljeno iz črk velike abecede, za samo instrumentalno glasbo pa tudi starosemitske znake. Melodijo so zapisovali le izjemoma, prevladovala je ustna tradicija. Edini v celoti ohranjen starogrški notni spomenik je kratka Seikilova pesem, ki jo je dal vklesati Seikilos v kamniti nagrobnik svoji pokojni ženi.

## Glasbila
Glasbila, ki so jih uporabljaji so bila avlos (dvojna piščal), kíthara, trstenke, psalterij, forminga, vodne orgle in lira. Lira je starogrško brenkalo, ki je simbol poezije, najljubše glasbilo boga Apolona; izum tega instrumenta pripisujejo ali Polihimniji ali pa Hermesu – ta naj bi kot novorojenček zbežal iz zibke, se spotaknil ob želvo, jo pri tem ubil in čez oklep napeljal sedem strun; lira je tudi glasbilo Orfeja in nekaterih drugih pesnikov. Od tod tudi beseda 'lirika' – poezija ob spremljavi lire.

## Glasba in bogovi
Grški politeizem je glasbi priskrbel več zavetnikov, predvsem pa dva bogova. To sta bila Dioniz in Apolon. Osnovni karakteristiki glasbe sta bili dionizičnost in apoliničnost. Apolinično predstavlja racionalnost, urejenost, plemenitost, kot komplementarno nasprotje temu pa dionizičnost označuje neurejenost, čustvenost in nebrzdanost. 
Z glasbo so povezani tudi nekateri grški miti. Slavni grški pevec Orfej je s svojim petjem omajal bogove, da so mu v podzemlju dovolili vnovično snidenje z Evridiko. Pomorščak Odisej se je pustil zvezati ob ladijski jambor, da je lahko slišal pesem siren, medtem ko so si njegovi tovariši z voskom zamašili ušesa. 
V grški deželi Trakiji je pred davnimi leti živel sloviti pevec Orfej, ki je igral na liro in ob tem tako lepo pel, da je očaral vse in vsakogar. Ptice so obmolknile, da bi poslušale njegove pesmi, živali so zapuščale gozdove in mu sledile. Tudi reke so se očarane ustavljale ob njegovih spevih. Ljudje so ga poslušali in ob njegovih pesmih so pozabili na vsakdanje skrbi in se predali čudežni glasbi. Tudi vodne vile Najade so se dvignile iz valov, kakor hitro so zaslišale njegov spev. Orfej se je zaljubil v eno izmed njih, Evridiko, in se z njo poročil. Vendar sta le kratek čas srečno živela skupaj, potem pa je Evridiko po nesrečnem naključju pičila kača in je umrla. Orfej je pokopal ljubljeno ženo, potem pa je obupan brezciljno blodil okrog. Ljudje so ob njegovih pesmih jokali, divje zveri so zdihovale in narava je sočustvovala z njim. Čas ni mogel potolažiti njegove bolečine in zato se je odločil, da pojde v podzemeljsko kraljestvo, kamor odhajajo duše umrlih in kjer vlada bog Had z ženo Perzefono. Pojoč žalostne pesmi, se je odpravil na pot in drevesa so mu z vejami kazala pravo smer. Ob njegovi žalostni pesmi je obmolknil celo grozoviti in krvoločni Cerber, triglavi pes, ki je čuval vhod v podzemlje in ga spustil mimo. Njegova pesem je omehčala starca Harona, ki je s čolnom prevažal sive sence preko podzemeljske reke Stiks v podzemlje, da ga je spustil v kraljestvo mrtvih. Našel je vladarja podzemlja in njegova pesem je omehčala tudi njiju. Perzefona in Had sta mu sklenila vrniti Evridiko, vendar sta mu zabičala, da se na poti iz podzemlja na površje ne sme pod nobenim pogojem obrniti in pogledati nazaj. Orfej se je ves srečen odpravil nazaj v svet živih, toda sredi poti se je zavedel, da ne sliši Evridikinih korakov. Blazen od skrbi, da se ji ni kaj pripetilo, je pozabil navodila vladarjev podzemlja in se je obrnil. Zadnja stvar, ki jo je videl, je bil v daljavi izginjajoči Evridikin obraz. Orfej jo je še drugič izgubil in tokrat dokončno. Nesrečni pevec se je vrnil na svet in žalosten blodil po deželi. Prav tedaj pa je po deželi pohajkoval trop bakhantk, častilk Bakha, boga vina in objestnega veselja. Orfejeva žalostna pesem jih je razjezila in začele so ga obmetavati s kamenjem. Ves svet je žaloval, ko je izvedel za Orfejevo smrt, nesrečni pevec pa je bil naposled združen z ljubljeno Evridiko. Orfejevo truplo so pokopale Muze. Njegova glava, ki so jo podivjane bakhantke odtrgale in vrgle v vodo, pa je skupaj z liro priplavala prav do otoka Lesbos. (Vir: Ovidij Naso, P.: Metamorfoze)
- Anderson, Warren D. Music and musicians in Ancient Greece. Ithaca; London: Cornell University Press. 1997.
- P. Chrisp. Stara Grčija. E-raziskovalec. (prev. T. Stanek). Ljubljana: Mladinska knjiga. 2008. 34-35.
- Anderson, Warren D. Ethos and education in Greek music : the evidence of poetry and philosophy. Cambridge; Massachusetts: Harvard University. 1966.